# ژرژ تامر
ژرژ نیکلاس تامر اسلام‌شناس لبنانی و دارای کرسی لغت‌شناسی شرقی و مطالعات اسلامی در دانشگاه فردریش الکساندر ارلانگن-نورنبرگ است. او تا سپتامبر ۲۰۱۲ استاد مطالعات عربی و اسلامی و دارنده کرسی سوفیا در مطالعات عربی در دانشگاه ایالتی اوهایو در کلمبوس، اوهایو بود. او پژوهشگر دین، فلسفه، ادبیات و فرهنگ عربی و اسلامی، رشته‌های تخصصی او شامل مطالعات قرآنی، فلسفه عربی، اندیشه مسیحی و یهودی عربی و اسلام در مدرنیته است. او قبلاً در دانشگاه آزاد برلین، دانشگاه ارلانگن-نورنبرگ و دانشگاه اروپای مرکزی تدریس کرده است.

## زندگی دانشگاهی
تامر که در دوران نوزادی در لبنان به فلج اطفال مبتلا شده بود، قادر به حضور در مدرسهٔ ابتدایی نبود و به یادگیری خودآموز و تدریس خصوصی متکی بود. پس از گذراندن یک سال دبیرستان در لبنان، تامر به آلمان نقل مکان کرد و در فرانکفورت به تحصیل فلسفه، جامعه‌شناسی و الهیات پرداخت. او در سال ۱۹۹۵ کارشناسی ارشد خود را در رشته فلسفه از دانشگاه آزاد برلین اخذ کرد و سپس مدرک دکتری خود را در فلسفه در سال ۲۰۰۰ دریافت کرد. او در سال ۲۰۰۷ تحصیلات خود را در رشته مطالعات اسلامی در دانشگاه ارلانگن-نورنبرگ به پایان رساند.
تامر یک محقق بسیار پر اثر در سراسر اروپا، ایالات متحده و خاورمیانه است که در تعدادی از نهادهای تحقیقاتی و محاوره‌های وابسته به موسسات آموزش عالی شرکت کرده است. این‌ها عبارتند از مؤسسه مطالعات پیشرفته در پرینستون و گروه کاری مدرنیته و اسلام در مؤسسه مطالعات پیشرفته برلین. او برنامه‌ریزی و میزبانی کنفرانس‌های بین رشته‌ای در مورد ابن میمون، طنز در فرهنگ عربی، مهاجرت در آلمان، و اخیراً دربارهٔ متفکر مسلمان تأثیرگذار غزالی را بر عهده داشته است.
تامر به عنوان یکی از اعضای کلیسای ارتدوکس انطاکیه، یک قصبه در برلین تأسیس کرد. او در چندین فعالیت جهانی و گروه‌های گفتگوی بین ادیان در آلمان شرکت کرده است.

## آثار
تنها در سایت انتشارات والتر دی گرویتر ۳۹۸ اثر اعم از کتاب، مقاله و فصل در کتاب به ویراست یا نگارش تامر وجود دارد.

### دستنامه هرمنوتیک قرآنی
دستنامه هرمنوتیک قرآنی نام مجموعه‌ای چندجلدی با ویراستاری تامر است که تا امروز جلدهای ۳ تا ۶ آن منتشر شده است. ایرانیانی که در نگارش این مجموعه شرکت داشتند عبارت‌اند از:

#### جلد چهارم
- مجید دانشگر برای مقاله‌های محمد بن احمد اسکندرانی و طنطاوی جوهری
- نرجس توکلی محمدی و محمود مکوند برای مقالهٔ محمد جواد مغنیه[۶]
- محمد مصباحی به عنوان نویسندهٔ دوم مقالهٔ سید محمود طالقانی
- محمدرضا وصفی و سید روح‌الله شفیعی برای مقالهٔ سید محمد باقر صدر
- سید علی آقایی برای مقالهٔ سعید حوی[۷]